# (402) Chloé
Pour les articles homonymes, voir Chloé.
(402) Chloé (ou (402) Chloë) est un astéroïde de la ceinture principale découvert par Auguste Charlois le 21 mars 1895.

## Nom
Il est nommé d'après Chloé la bergère de la mythologie.